# Lasiocampa trifolii
Il bombice del trifoglio (Lasiocampa trifolii Denis & Schiffermüller, 1775) è un lepidottero appartenente alla famiglia Lasiocampidae, diffuso in Eurasia e Nordafrica.

## Descrizione

### Adulto
Ricorda molto il bombice della quercia (Lasiocampa quercus). Gli adulti sono caratterizzati da un dimorfismo sessuale notevole sia per quanto riguarda le dimensioni che per la colorazione.

### Larva
I bruchi svernano in primavera e si nutrono principalmente di Fabaceae tra cui appunto il Trifoglio da cui prendono il nome.
Hanno una lunghezza di circa 4 cm e una colorazione molto particolare; su un fondo di colore nero si alzano delle lunghe estroflessioni che assumono un colore giallo molto intenso prossimalmente, mentre sono di colore bianco distalmente. Esiste inoltre una sottospecie, Malacosoma trifolii sub. coclea molto diffusa in Sicilia e Sardegna, che non mostra sostanziali differenze morfologiche rispetto a quella precedentemente descritta, ma non ha alcuna struttura gialla mostrandosi invece di un colore grigio molto tenue.

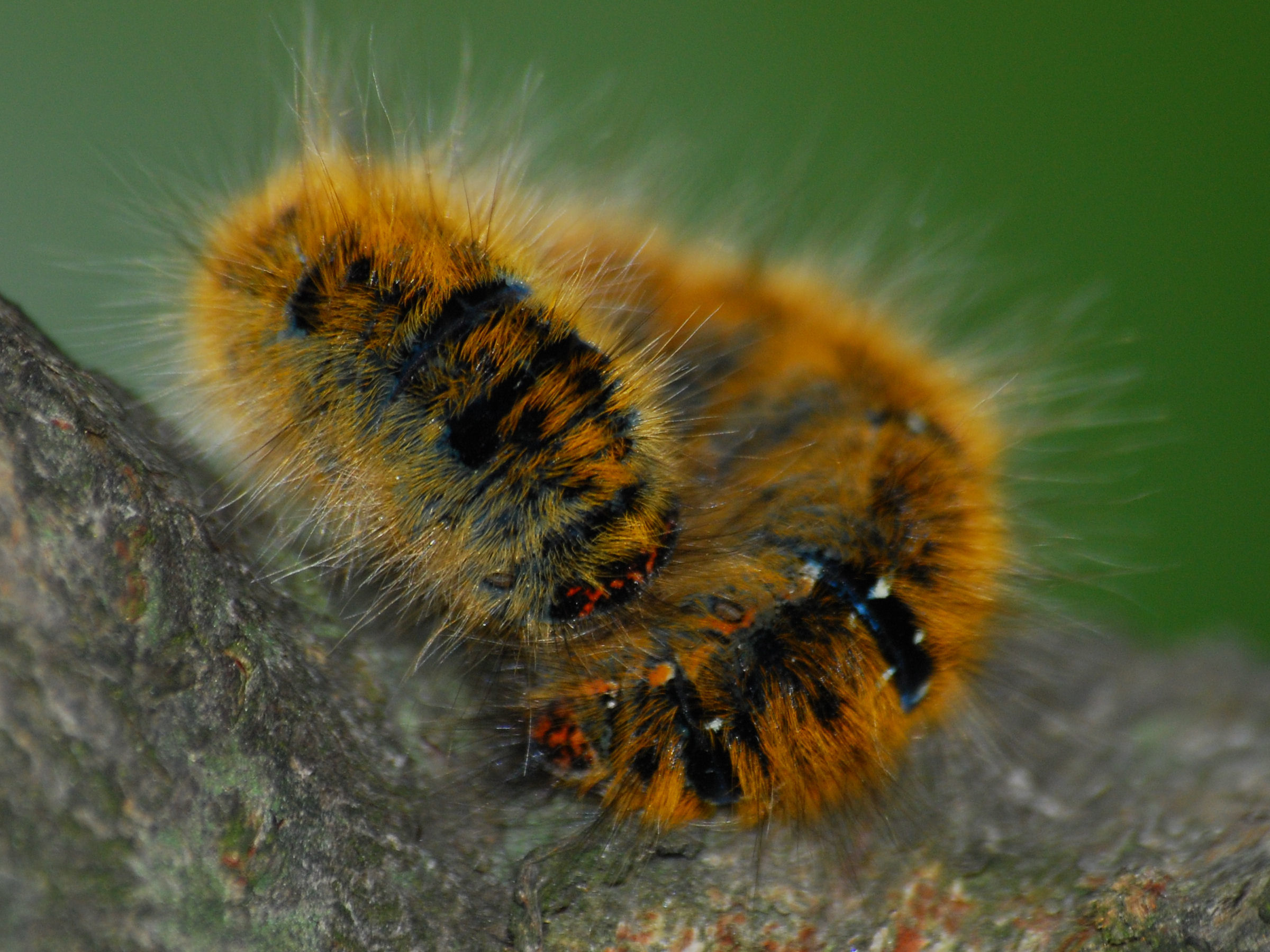
Bruchi di Malacosoma trifolii
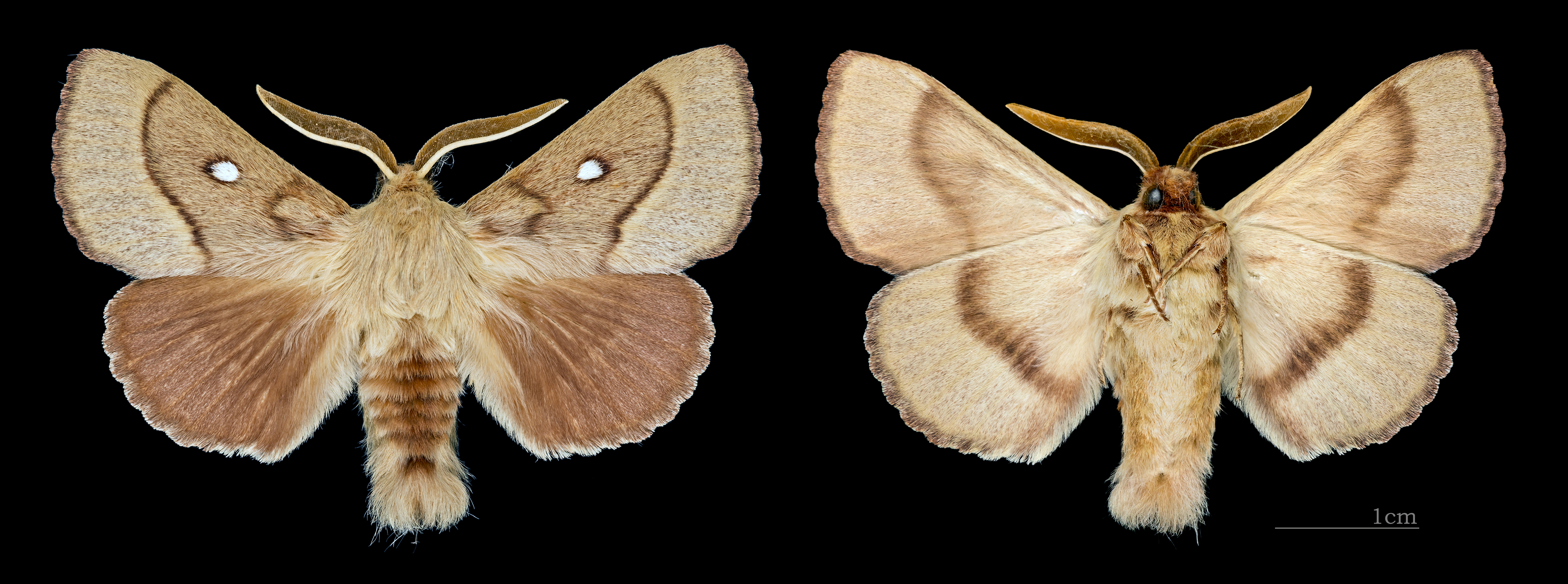
♂
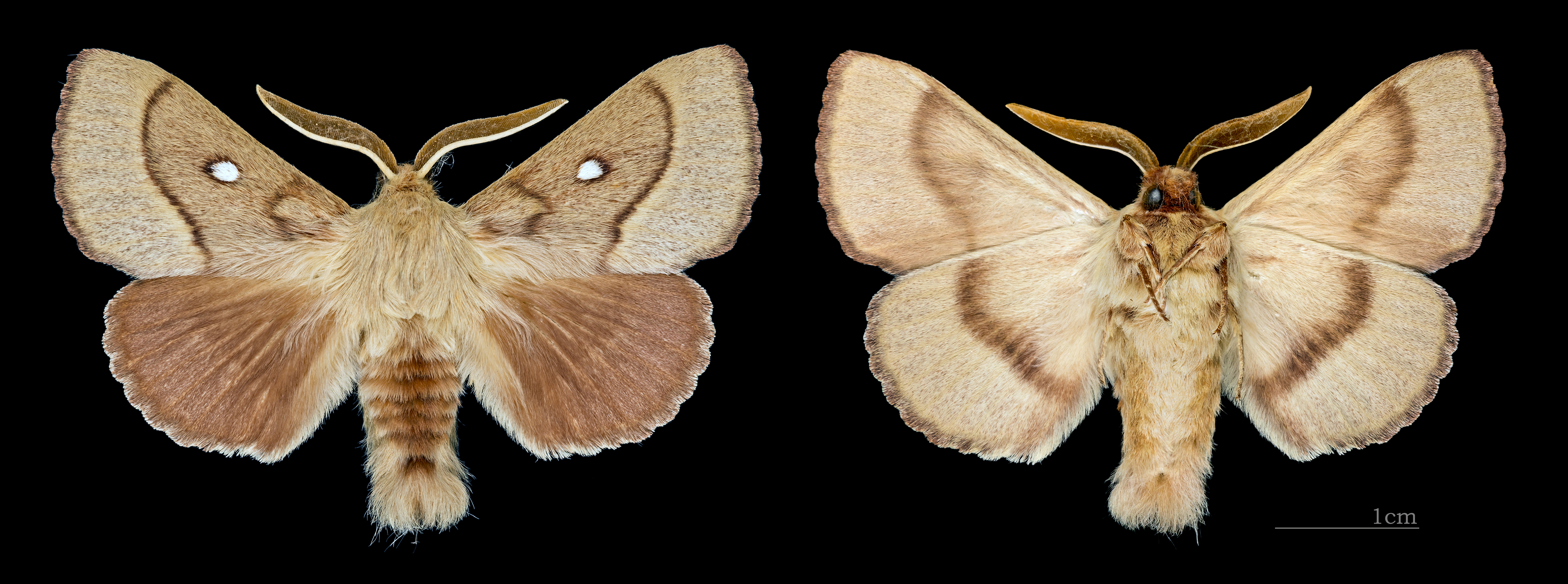
♀

## Distribuzione e habitat
Ricopre un areale molto vasto che va dall'intera Europa all'Asia Minore, e dall'Iran all'Africa Settentrionale. In Italia è presente in tutte le regioni dalla pianura fino ad oltre 2000 m.